# Wiesenbach (Bawaria)
Wiesenbach – miejscowość i gmina w Niemczech, w kraju związkowym Bawaria, w rejencji Szwabia, w regionie Donau-Iller, w powiecie Günzburg, wchodzi w skład wspólnoty administracyjnej Krumbach (Schwaben). około 17 km na południe od Günzburga, nad rzeką Günz.

## Dzielnice
W skład gminy wchodzą następujące dzielnice:
- Oberegg
- Oberwiesenbach
- Unterwiesenbach

## Demografia
| Rok  | Liczba mieszk. |
| ---- | -------------- |
| 1970 | 841            |
| 1987 | 845            |
| 2000 | 907            |

## Polityka
Wójtem gminy jest Ilse Thanopoulos, rada gminy składa się z 8 osób.
|      | FWG Unterwiesenbach-Oberwiesenbach-Oberegg | UW | Razem |
| 2008 | 5                                          | 3  | 8     |
| 2002 | 4                                          | 4  | 8     |